# Pierre-Marie-Jérôme Trésaguet
Pierre-Marie-Jérôme Trésaguet (15. januar 1716 i Nevers – 1796 i Paris) var en fransk vejingeniør. 
Han er bredt anerkendt for etableringen af den første videnskabelige tilgang til vejbyggeri omkring år 1764. 
Blandt hans opfindelser var en vejopbygning der bestod den nedre halvdel af et paklag af større sten og derover et dæklag af grus eller skærver, indesluttet af kløvede randsten langs kørebanens sider.
Fordelen ved denne to-lags opbygning var, at trafikkens belastning fastklemte stenene mellem hinanden og dannede en stærk slidbestandig overflade – en forløber for makadam.
Trésaguet var den yngste søn af en familie af ingeniører. Han begyndte sin karriere som underinspektør i Corps des Ponts et Chaussées i Paris. 
Han flyttede i 1764 til Limoges, Haute-Vienne som chefingeniør. I 1775 blev han udnævnt til generalinspektør for veje og broer i hele Frankrig.